# Manchester Spartans
Die Manchester Spartans waren eine American-Football-Mannschaft in Manchester, Vereinigtes Königreich. Sie wurden 1983 als Northwich Spartans gegründet und zogen ein Jahr später nach Manchester. 1989 und 1990 wurden die Spartans britischer Meister, 1990 gewannen sie den Eurobowl. Als Great Britain Spartans nahm die Mannschaft 1994 und 1995 an der (American) Football League of Europe (FLE bzw. AFLE) teil.

## Geschichte

### Gründung
Das Team wurde 1983 in Northwich gegründet und war damit eines der ersten American-Football-Teams im Vereinigten Königreich (außerhalb der Mannschaften der US Army). Im ersten American-Football-Spiel ziviler Mannschaften im Vereinigten Königreich unterlagen die Spartans den London Ravens mit 0:48. Im Jahr darauf zogen die Spartans nach Manchester.

### Entwicklung bis zu Meistertiteln
1985 nahmen die Spartans an der ersten organisierten Liga in Großbritannien teil. Sie gewannen dabei die North Division, unterlagen aber in der ersten Play-off-Runde dem Stadtrivalen Manchester Allstars nach Verlängerung. Auch 1986 gewann man die Division, scheiterte jedoch in den Play-offs. Nach einer schwachen Saison 1987 (2 Siege, 8 Niederlagen) erreichte man 1988 eine perfekte Regular Season (14 Spiele, 14 Siege), schieden jedoch im Halbfinale aus.
Erst 1989 gelang unter Nationaltrainer Terry Smith der Einzug in das Bud Bowl IV genannte Finale, welches man mit 21:14 gegen die Birmingham Bulls gewinnen konnte. Ein Jahr später konnte man den Titel verteidigen, gegen die Northants Storm gewann man 27:25 im NDMA Coke Bowl I. Ebenfalls 1990 nahm man erstmals an der European Football League teil. Dabei zog man in den Eurobowl IV ein, den man mit 34:22 gegen die Legnano Frogs gewinnen konnte.
Nach den beiden erfolgreichen Jahren verließen zahlreiche Spieler die Spartans, unter anderem Mike Taylor and Les Jackson, die zu den New York/New Jersey Knights in der neu gegründeten professionellen World League of American Football (WLAF) wechselten.

### ELAF und (A)FLE
1992 beteiligten sich die Spartans neben der britischen Liga auch an Privatspielen der Hamburg Blue Devils unter dem Namen Schweppes Cool Masters. 1993 zogen sich die Spartans aus der britischen Liga zurück und organisierten ihre eigene Privatserie namens European League of American Football (ELAF), wobei die Heimspiele in Leicester ausgetragen wurden.
Aus diesen Privatserien entstand die maßgeblich vom Blue-Devils-Präsidenten Axel Gernert forcierte Football League of Europe (FLE). Die Spartans nannten sich nun Great Britain Spartans und spielten in Sheffield. Die Mannschaft beendete die Saison mit vier Siegen und fünf Niederlagen und verpassten damit knapp den Einzug in die Play-offs.
Nach dem Rückzug der Hamburg Blue Devils aus der FLE organisierte sich die Liga neu und startete unter dem Namen American Football League of Europe (AFLE). Die Saison entwickelte sich für die Engländer katastrophal. Nach fünf Niederlagen in fünf Spielen kam es zu „Unregelmäßigkeiten“ im Team, so dass von der Ligaführung alle weiteren Begegnungen der Spartans abgesagt wurden. Unter anderem ließen die Spartans, nachdem die Bavarian Blue Falcons aus München sich noch vor Saisonbeginn der AFLE aufgelöst hatten, die Trikots der Falcons schicken und eigene Spieler als Falcons-Mannschaft antreten – die Spartans gewannen mit 108:62, das Spiel wurde natürlich nicht offiziell gewertet.
Trotz einem Zuschauerschnitt von 5000 gerieten die Spartans durch die (A)FLE in finanzielle Schieflage und wurden in der Folge aufgelöst.

#### Spiele in der (A)FLE
| Datum           | Ort       | Heim                   | Auswärts                 |                       |                       | Zuschauer             |
| --------------- | --------- | ---------------------- | ------------------------ | --------------------- | --------------------- | --------------------- |
| 30. April 1994  | Hamburg   | Hamburg Blue Devils    | Great Britain Spartans   | 33                    | 22                    |                       |
| 7. Mai 1994     | Frankfurt | Frankfurt Gamblers     | Great Britain Spartans   | 24                    | 8                     |                       |
| 21. Mai 1994    | Sheffield | Great Britain Spartans | Frankfurt Gamblers       | 28                    | 9                     |                       |
| 4. Juni 1994    | Sheffield | Great Britain Spartans | Stockholm Nordic Vikings | 20                    | 30                    |                       |
| 11. Juni 1994   | Berlin    | Berlin Bears           | Great Britain Spartans   | 34                    | 43                    |                       |
| 25. Juni 1994   | Sheffield | Great Britain Spartans | Amsterdam Crusaders      | 50                    | 44                    |                       |
| 13. August 1994 | Amsterdam | Amsterdam Crusaders    | Great Britain Spartans   | 22                    | 19                    |                       |
| –               | –         | Munich Thunder         | Great Britain Spartans   | entfallen             | entfallen             | entfallen             |
|                 |           |                        |                          |                       |                       |                       |
| 21. Mai 1995    | Sheffield | Great Britain Spartans | Lions Bergamo            | 33                    | 35                    | 5.000                 |
| 27. Mai 1995    | Sheffield | Great Britain Spartans | "Bavaria Blue Falcons" * | 108                   | 62                    |                       |
| 4. Juni 1995    | Verdello  | Lions Bergamo          | Great Britain Spartans   | 35                    | 22                    |                       |
| 11. Juni 1995   | Sheffield | Great Britain Spartans | Stockholm Nordic Vikings | 36                    | 53                    |                       |
| 18. Juni 1995   | Sheffield | Great Britain Spartans | Frankfurt Knights        | 50                    | 75                    |                       |
| 8. Juli 1995    | Amsterdam | Amsterdam Crusaders    | Great Britain Spartans   | 45                    | 20                    |                       |
|                 |           | Great Britain Spartans | Amsterdam Crusaders      | als verloren gewertet | als verloren gewertet | als verloren gewertet |
|                 |           | Frankfurt Knights      | Great Britain Spartans   | als verloren gewertet | als verloren gewertet | als verloren gewertet |